# Giuseppe Olmo
Giuseppe Olmo (født 22. november 1911 i Celle Ligure, død 5. marts 1992) var en italiensk landevejscykelrytter og olympisk mester.
Ved VM i 1931 i København kom Olmo i mål som sølvvinder seks minutter efter Henry Hansen. I 1932 vandt han Milano-Torino, og han blev samlet nummer to i Gran Piemonte.
Olmo stillede ved OL 1932 op i landevejscykling. Løbet blev kørt som enkeltstart over 100 km, og Olmo sluttede individuelt lige uden for medaljerne på en fjerdeplads i tiden 2.29.45,2 timer, tre sekunder fra svenske Bernhard Britz på tredjepladsen, mens guld og sølv blev vundet af Olmos landsmænd, Attilio Pavesi og Guglielmo Segato. Holdkonkurrencen blev afviklet samtidig med det individuelle løb, og resultaterne for de tre bedste fra hver nation afgjorde resultatet. Her var Italien suveræne med guld- og sølvvinderen samt nummer fire individuelt, mens Danmark blev nummer to og Sverige nummer tre.
Olmo blev senere professionel, og han havde stor succes med hele tyve etapesejre i Giro d'Italia. Han vandt dog aldrig løbet samlet, idet en andenplads i 1936 og en tredjeplads i 1935 var hans bedste samlede placeringer. Til gengæld vandt han Milano-Sanremo i 1935 og 1938 og blev italiensk mester på landevej i 1936; desuden satte han verdensrekord i timekørsel med 45,090 km i oktober 1935. Han indstillede sin aktive karriere omkring 1940 og åbnede senere en cykelforretning.